# Франсоа Жулиен
Франсоа Жулиен (на френски: François Jullien) е френски философ, социолог и китаист.

## Биография
Роден е на 2 юни 1951 година в Амбрюн, регион Прованс-Алпи-Лазурен бряг, Франция. Завършва „Екол нормал“, а след това учи в Пекинския и Шанхайския университет. Дълго време работи в Китай и Япония.
Връща се във Франция през 1988 година и оглавява източноазиатския отдел в Университета „Париж-VII: Дени Дидро“. Автор е на изследвания на китайската философия и на преводи на китайски философски текстове.
През 2010 г. получава наградата „Хана Аренд“ в Германия, а през 2011 г. творчеството му е отличено с Голямата награда за философия на Френската академия.

### Преводи
- Lu Xun, Fleurs du matin cueillies le soir, Alfred Eibel, 1976.
- Lu Xun, Sous le dais fleuri, Alfred Eibel, 1978.
- Zhong Yong ou la Régulation à usage ordinaire [превод и коментар], Imprimerie Nationale, 1993.